# Neil Costa
Neil Costa   (Gibraltar, segle XX) és un barrister i diputat gibraltareny afiliat al Partit Liberal de Gibraltar (GLP). El desembre de 2011 va ser elegit al Parlament de Gibraltar i nomenat com a Ministre de Turisme, Transport Públic, Relacions Comercials i el Port.

## Biografia
Nascut a Gibraltar i procedent d'una família de classe obrera, Costa va créixer al pis governamental que els seus pares van compartir amb els seus avis a Laguna Estate i va estudiar a la St. Anne's Middle School. El seu pare era paleta i la seva mare una caixera del supermercat Safeway. Es va destacar en obtenir tres Advanced Levels de la Bayside Comprehensive School. Després va estudiar dret i castellà a la Universitat de Gal·les, Cardiff, on es va graduar amb distinció. Va completar els seus estudis de dret a la Inns of Court Law School a Londres i va ser admès al Col·legi d'advocats de Londres al novembre de 2002 i al de Gibraltar el gener de 2003.
Costa ha estat involucrat en la política de Gibraltar des dels seus dies d'estudiant, i es va unir al Partit Liberal de Gibraltar el 1999. El 2007 va ser elegit membre del Parlament i es va convertir en ministre a l'ombra per a Serveis de Salut i Socials. El 2011, juntament amb el Dr. Joseph Garcia i Steven Linares, va formar el grup de candidats de GLP en l'aliança amb el Partit Socialista Laborista de Gibraltar (GSLP) per participar en les eleccions generals de 2011.
Reelegit al Parlament, aquesta vegada al govern, Costa va ser nomenat pel ministre cap Fabian Picardo com a Ministre de Turisme, Transport Públic, Relacions Comercials i el Port.